# Glaciimonas soli
Glaciimonas soli es una especie de bacteria gramnegativa del género Glaciimonas. Fue descrita en el año 2020. Su etimología hace referencia a suelo. Es aerobia y móvil por flagelo subpolar. Tiene un tamaño de 0,7-0,8 μm de ancho por 2-2,7 μm de largo. Forma colonias blancas, pegajosas y circulares en agar R2A. Catalasa y oxidasa positivas. Temperatura de crecimiento entre 4-25 °C, óptima de 10-15 °C. Tiene un genoma de 4,3 Mpb y un contenido de G+C de 49,2%. Se ha aislado del suelo de un bosque en el Parque nacional Yushan, en Taiwán.